# Cmentarz wojenny w Bychawie
Cmentarz wojenny w Bychawie („Biała Góra”) – cmentarz z okresu I wojny światowej znajdujący się w Bychawie, w powiecie lubelskim.
Na cmentarzu pochowano ok. 1150 żołnierzy austro-węgierskich i rosyjskich. Znane daty śmierci to:
- 30 sierpnia i 3 września 1914 (m.in. 12 Pułk Piechoty Austro-Węgier, 19 Pułk Piechoty Austro-Węgier)
- 5-7 lipca 1915 (m.in. 98 Pułk Piechoty Austro-Węgier)